# Bysket
Bysket är en ö i Finland. Den ligger i Finska viken och i kommunen Lovisa i den ekonomiska regionen  Lovisa i landskapet Nyland, i den södra delen av landet. Ön ligger omkring 89 kilometer öster om Helsingfors.
Öns area är 3,8 hektar och dess största längd är 390 meter i sydöst-nordvästlig riktning. Ön höjer sig omkring 20 meter över havsytan.